# Platyspira tanasevitchi
Platyspira tanasevitchi is een spinnensoort in de taxonomische indeling van de hangmatspinnen (Linyphiidae).
Het dier behoort tot het geslacht Platyspira. De wetenschappelijke naam van de soort werd voor het eerst geldig gepubliceerd in 2009 door Song en Li.